# Communauté de communes de Captieux-Grignols
La communauté de communes de Captieux-Grignols était un établissement public de coopération intercommunale (EPCI) français, situé dans le département de la Gironde, en région Nouvelle-Aquitaine.

## Historique
La communauté de communes de Captieux-Grignols a été créée le 1er janvier 2001, regroupant initialement 16 communes.
La commune de Sigalens a rejoint la communauté le 1er janvier 2013.
Au 1er janvier 2014, la fusion de la communauté de communes du Bazadais et de la communauté de communes de Captieux-Grignols au sein d'une nouvelle entité portant le même nom que la première a été effective, actée un arrêté préfectoral du 23 décembre 2013 et entraînant de facto la dissolution des précédentes structures.

## Composition
La communauté de communes de Captieux-Grignols  était composée des 17 communes suivantes :
| Nom                       | Code Insee | Gentilé         | Superficie (km2) | Population (dernière pop. légale) | Densité (hab./km2) |
| ------------------------- | ---------- | --------------- | ---------------- | --------------------------------- | ------------------ |
| Grignols (siège)          | 33195      | Grignolais      | 22,70            | 1 155 (2014)                      | 51                 |
| Captieux                  | 33095      | Capsylvains     | 119,33           | 1 283 (2014)                      | 11                 |
| Cauvignac                 | 33113      | Cauvignacais    | 5,51             | 163 (2014)                        | 30                 |
| Cours-les-Bains           | 33137      | Bennicoursins   | 10,43            | 212 (2014)                        | 20                 |
| Escaudes                  | 33155      | Escaudais       | 25,77            | 154 (2014)                        | 6                  |
| Giscos                    | 33188      | Giscossais      | 32,06            | 196 (2014)                        | 6,1                |
| Goualade                  | 33190      | Goualadais      | 17,00            | 108 (2014)                        | 6,4                |
| Labescau                  | 33212      | Labescaliens    | 5,99             | 103 (2014)                        | 17                 |
| Lartigue                  | 33232      | Lartiguais      | 13,64            | 44 (2014)                         | 3,2                |
| Lavazan                   | 33235      | Lavazanais      | 8,97             | 255 (2014)                        | 28                 |
| Lerm-et-Musset            | 33239      | Lermois         | 36,87            | 491 (2014)                        | 13                 |
| Marions                   | 33271      | Marionnais      | 16,32            | 182 (2014)                        | 11                 |
| Masseilles                | 33276      | Massellais      | 6,72             | 147 (2014)                        | 22                 |
| Saint-Michel-de-Castelnau | 33450      | Saint-Michelois | 42,61            | 214 (2014)                        | 5                  |
| Sendets                   | 33511      | Sendessois      | 8,36             | 352 (2014)                        | 42                 |
| Sigalens                  | 33512      | Sigalainois     | 18,33            | 379 (2014)                        | 21                 |
| Sillas                    | 33513      | Sillassais      | 7,63             | 107 (2014)                        | 14                 |

## Administration
| Période                                  | Période | Identité               | Étiquette | Qualité                                                       |
| ---------------------------------------- | ------- | ---------------------- | --------- | ------------------------------------------------------------- |
| 2001                                     | 2008    | Jean-Jacques Coustolle |           | Maire de Grignols(1995-2008),                                 |
| 2008                                     | 2013    | Jean-Pierre Baillé     | UMP       | Maire de Grignols (2008-2019), conseiller général (2008-2015) |
| Les données manquantes sont à compléter. |         |                        |           |                                                               |